# جان دان
جان دان (بالإنجليزية: Jean Dunn)‏ هي دراج بريطانية سابقة.

## الميداليات
| الميدالية | المسابقة                               |
| --------- | -------------------------------------- |
| برونزية   | بطولة العالم للدراجات على المضمار 1958 |
| برونزية   | بطولة العالم للدراجات على المضمار 1959 |
| برونزية   | بطولة العالم للدراجات على المضمار 1960 |
| برونزية   | بطولة العالم للدراجات على المضمار 1961 |
| برونزية   | بطولة العالم للدراجات على المضمار 1962 |

## روابط خارجية
- جان دان على موقع أرشيف الدراجات (الإنجليزية)